# Хавалы
Хавалы (азерб. Havalı) — село в административно-территориальном округе Зарнали Зангеланского района Азербайджана. Расположено на берегу реки Араз.

## История
В годы Российской империи село Хавалы входило в состав Карягинского уезда Елизаветпольской губернии.
В ходе Первой карабахской войны, в 1993 году село было занято армянскими вооружёнными силами, и до 2020 года находилось под контролем непризнанной НКР.
20 октября 2020 года, в ходе Второй карабахской войны, президент Азербайджана объявил об освобождении села Хавалы вооружёнными силами Азербайджана.